# Чень Цянь (плавчиня)
Чень Цянь (16 квітня 1993) — китайська плавчиня.
Учасниця Олімпійських Ігор 2012 року.
Призерка Чемпіонату світу з водних видів спорту 2011 року.
Чемпіонка світу з плавання на короткій воді 2010 року.